# Élection présidentielle brésilienne de 2022
L'élection présidentielle brésilienne de 2022 a lieu les 2 et 30 octobre 2022 afin d’élire le président de la République fédérative du Brésil, ainsi que le vice-président. Il s'agit de la 9e élection présidentielle du pays depuis la promulgation de la constitution de 1988.
Ce scrutin se tient en même temps que les élections parlementaires et provinciales. La droite et le centre obtiennent une forte majorité au Congrès national, la gauche en sortant très minoritaire.
Briguant un second mandat, le président d'extrême droite sortant, Jair Bolsonaro, se retrouve en ballotage à l’issue du premier tour, l'ancien président de gauche Luiz Inácio Lula da Silva le devançant de cinq points. Lula l'emporte de justesse au second tour organisé un mois plus tard, dans ce qui constitue alors l’élection présidentielle la plus serrée de l’histoire du Brésil.
Après 48 heures de mutisme, Jair Bolsonaro finit par reconnaitre sa défaite, ouvrant la voie à une transition jusque là redoutée comme difficile en raison de ses remises en cause répétées du système électoral avant le scrutin. La prise de fonction de Lula intervient ainsi comme prévu le 1er janvier 2023.

## Contexte
L'élection présidentielle de 2022 fait suite à deux décennies de vie politique marquées par le Parti des travailleurs (PT), mené par Luiz Inácio Lula da Silva, dit Lula. Après plusieurs tentatives infructueuses aux élections présidentielles de 1989, 1994 et 1998, remportées par les candidats du Parti de reconstruction nationale et du Parti de la social-démocratie brésilienne, Lula l'emporte finalement en 2002, puis est réélu quatre ans plus tard. Pendant sa présidence, Lula met en place des programmes sociaux d'importance, notamment la Bolsa Família et Fome Zero,. Ses mandats sont cependant marqués par des scandales financiers qui abîment son image, celle de son parti et de son gouvernement. La Constitution lui interdisant de se représenter, sa cheffe de cabinet, Dilma Rousseff, reçoit son soutien et remporte l'élection présidentielle de 2010,,.
Alors qu'il est soupçonné de corruption et de blanchiment d'argent dans l'affaire Petrobras, Dilma Rousseff le nomme en 2016 ministre de la Maison civile, mais cette nomination controversée est aussitôt suspendue par la justice. Rousseff est elle-même destituée en 2016 dans le cadre de cette même affaire. Deux ans plus tard, Lula est condamné en appel à douze ans de prison. Cette condamnation intervient alors qu'il est désigné candidat du PT à l'élection présidentielle de 2018, pour laquelle il est donné favori. Il est emprisonné et déclaré inéligible. Son colistier, Fernando Haddad, le remplace comme candidat du PT,,. La campagne voit cependant l’ascension du candidat du Parti social-libéral (PSL) Jair Bolsonaro, dont la rhétorique violente et la nostalgie assumée pour la dictature militaire de 1964-1985 suscitent de vives controverses, tandis que ses thèmes de lutte contre l'insécurité et la corruption dominent la campagne. L’élection témoigne d'une nette baisse du PT ainsi que de la chute des autres partis traditionnels brésiliens. Jair Bolsonaro est grièvement blessé lors d'une tentative d'assassinat à son encontre, un mois avant le premier tour. Il se qualifie néanmoins en tête de ce dernier, puis l’emporte face à Fernando Haddad avec 55,13 % des voix,,.
Bolsonaro quitte le PSL en 2019 à la suite de tensions avec son parti, conduisant à la démission de plusieurs membres importants de son gouvernement. Après une tentative infructueuse de fonder son propre parti, l'Alliance pour le Brésil, Bolsonaro rejoint finalement le Parti libéral (PL). Il choisit ainsi pour colistier Walter Braga Netto, issu de son nouveau parti, en remplacement de son ancien colistier élu vice président, Hamilton Mourão,,.
À la suite d’un recours, Lula est finalement libéré en 2019. En 2021, le Tribunal suprême fédéral reconnaît la partialité du juge Sergio Moro, qui l'avait fait condamner, et annule ses deux condamnations pour vice de forme. Cette décision permet à Lula de se présenter à l'élection présidentielle de 2022, avec son ancien adversaire social-démocrate Geraldo Alckmin comme colistier à la vice-présidence,,.
L'élection présidentielle, celles des deux chambres du Congrès et celles des assemblées et gouverneurs des États se tiennent en même temps. Au Brésil, un candidat peut effectuer autant de mandats présidentiels qu'il le souhaite, mais pas plus de deux mandats consécutifs. Jair Bolsonaro peut par conséquent se porter candidat pour un deuxième mandat, de même que l'ex-président Luiz Inácio Lula da Silva — qui a déjà effectué deux mandats présidentiels de 2003 à 2011 —, pour un troisième.
Le président sortant Jair Bolsonaro souffre d'une faible popularité, 54 % des Brésiliens considérant son gouvernement comme « mauvais » ou « épouvantable » début 2022. Contrairement à l'élection de 2018, où la préoccupation principale des votants était la lutte contre la corruption — le scrutin ayant fait directement suite à l’opération Lava Jato, à l'origine de la destitution de la présidente Dilma Rousseff —, l'élection de 2022 voit pour principale préoccupation des Brésiliens l'économie, le chômage, l'inflation, la croissance économique et la pandémie de Covid-19.

## Mode de scrutin

Logo officiel des élections de 2022.

Le président de la république fédérative du Brésil est élu au scrutin uninominal majoritaire à deux tours pour un mandat de quatre ans renouvelable une seule fois de manière consécutive. Est élu le candidat qui réunit la majorité absolue des votes valides au premier tour. À défaut, les deux candidats arrivés en tête s'affrontent lors d'un second tour, et celui recueillant le plus de suffrages est élu. Chaque candidat se présente avec un colistier, candidat à la vice-présidence.
La Constitution de 1988 impose à tout candidat à la présidence ou à la vice-présidence de la République d'être né citoyen du Brésil et sur le territoire national, être âgé d'au moins 35 ans, résider au Brésil, jouir de ses droits électoraux et être membre d'un parti politique.
Le vote est obligatoire pour les citoyens de 18 à 70 ans, et facultatif pour ceux âgés de 16 à 18 ans ou de plus de 70 ans ainsi que pour les analphabètes. Le montant de l'amende pour abstention est cependant symbolique (en 2022, 3,51 réaux, soit environ 70 centimes d'euro),.
Le scrutin a lieu au moyen d'urnes électroniques. Les électeurs doivent taper un code à deux chiffres correspondant au candidat qu'ils souhaitent élire. Une fois que les électeurs ont confirmé leur choix, le vote est transmis aux serveurs du Tribunal supérieur électoral. Les résultats sont ainsi dévoilés peu de temps après la fermeture des bureaux, malgré l'immensité du territoire.

## Principaux candidats et campagne

### Candidatures retenues
Le Tribunal supérieur électoral (Tribunal Superior Eleitoral) comptabilise 12 candidatures officielles.

#### Jair Bolsonaro

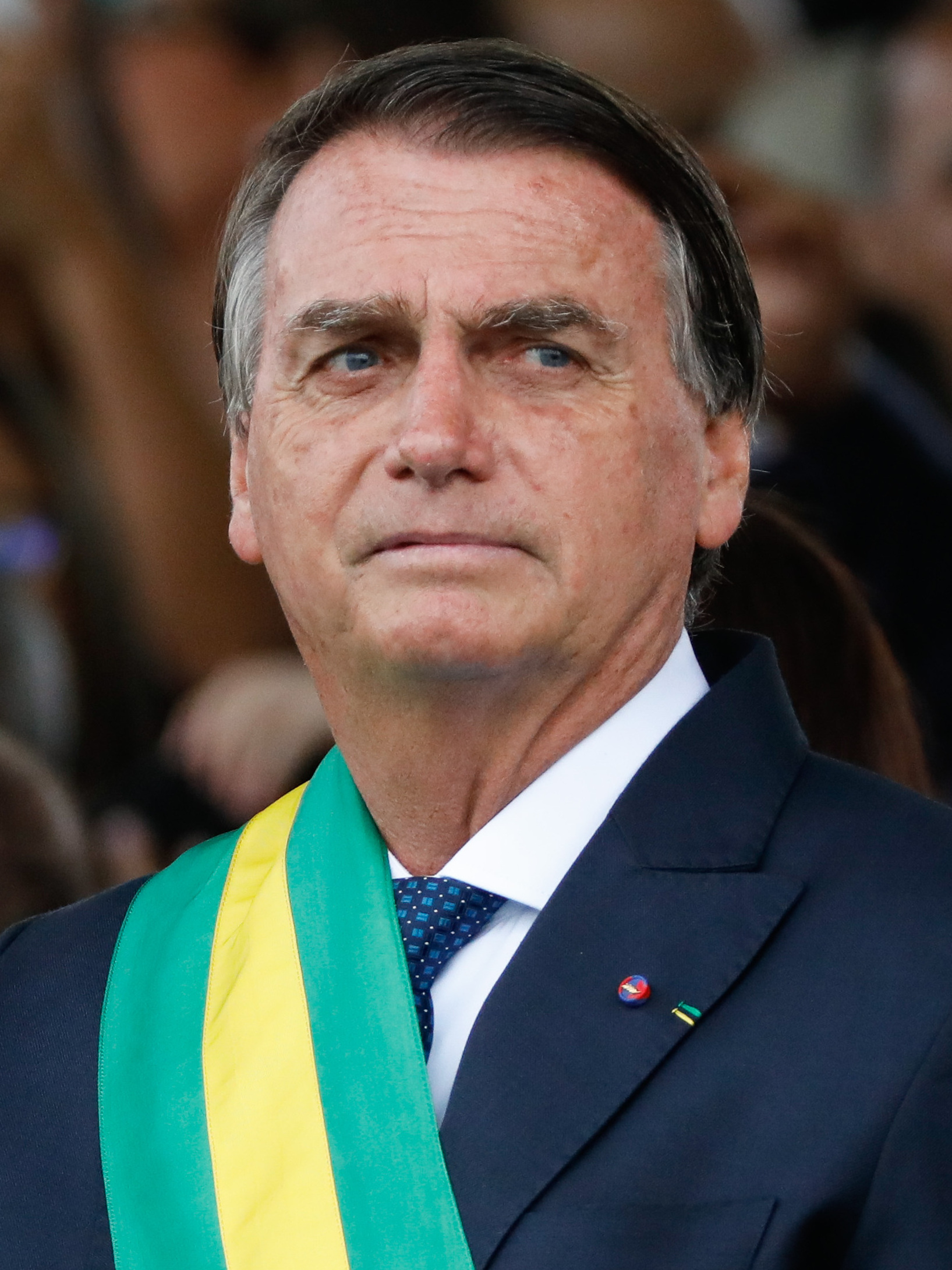
Jair Bolsonaro en 2022

Le président sortant Jair Bolsonaro, élu en 2018, conserve un taux de soutien d'environ 25 %. Il se prononce en faveur de la poursuite des réformes mises en place par son ministre des Finances Paulo Guedes visant à réduire le rôle de l'État dans l'économie, bien qu'elles n'aient pas abouti à une hausse des investissements et de la croissance économique. Il souhaite ainsi davantage de privatisations dans le secteur économique. Concernant les questions relatives à la pauvreté et au pouvoir d'achat, le président sortant souhaite impulser d'importantes politiques de création d'emplois destinés aux femmes et aux jeunes, ainsi que l'augmentation de la part de la population exonérée de l'impôt sur le revenu.
Il bénéficie d'un soutien élevé auprès de la communauté évangélique, en croissance au Brésil, de l'armée et de la police, du petit patronat et de l’agrobusiness. Il s'est également allié au centrão, qui domine le Parlement.
Lors d'un discours devant les ambassadeurs brésiliens le 18 juillet 2022, Jair Bolsonaro critique le système électoral brésilien, notamment sur la question du vote électronique pour lequel il réclame plus de transparence. Ces attaques sont perçues comme la préparation de Bolsonaro à la défaite, avec l'idée de reproduire ce qu'a fait le président américain Donald Trump en 2020, en contestant la validité du scrutin pour conserver sa légitimité.

#### Luiz Inácio Lula da Silva

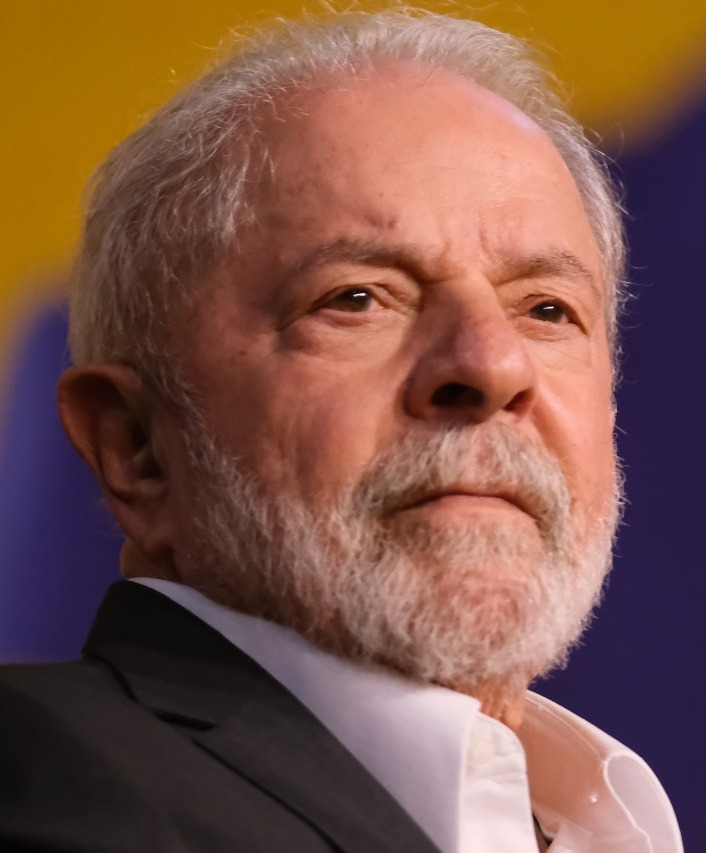
Lula da Silva en 2022

L'ancien président Luiz Inácio Lula da Silva (2003-2011), emprisonné pendant deux ans pour des allégations de corruption lors de l'opération Lava Jato par le juge (et candidat) Sergio Moro, n'a pas pu se présenter aux élections de 2018. En 2021, la Cour suprême revient sur son emprisonnement, jugeant la condamnation de Moro « partiale ». Il reste en tête des intentions de vote du fait d'une forte popularité auprès des classes populaires. Son rapprochement avec le centre droit laisse penser que son éventuel retour au pouvoir ne conduira pas à une politique marquée à gauche, bien qu'il se soit prononcé en faveur de hausses d’impôts pour les plus riches. Son programme propose également de relancer un nouveau programme social Bolsa Família : en plus des 600 reais versés par le programme « Auxilio Familia » instauré par Bolsonaro, s'ajouterait le versement de 150 reais pour chaque enfant de moins de six ans dans les familles brésiliennes.
Durant la campagne, l'ex-président déclare souhaiter instaurer un ministère pleinement dédié aux Affaires indigènes qui serait attribué à un Amérindien.

#### Ciro Gomes
L'ancien ministre de centre gauche Ciro Gomes, dont les relations sont notoirement difficiles avec la classe politique brésilienne, cherche à gagner le soutien des déçus du Parti des travailleurs. Il propose notamment une politique industrielle forte qui relancerait les exportations. Un accord avec Lula avant l’élection a cependant été envisagé par la presse.

#### Autres candidats
D'autres personnes ont des candidatures validées par la Justice électorale. Il s'agit de Pablo Marçal, José Maria Eymael, Luiz Felipe d'Avila, Leonardo Péricles, Sofia Manzano, Soraya Thronicke, Vera Lúcia Salgado, Simone Tebet.

### Candidatures abandonnées

#### João Doria
Le gouverneur de l'État de São Paulo, João Doria, est le candidat du Parti de la social-démocratie brésilienne depuis sa victoire de la primaire du parti le 27 novembre 2021. Il propose un programme très conservateur sur les questions sociales et très libéral sur les questions économiques, se voulant être la 3e voie entre Bolsonaro et Lula,. Il retire finalement sa candidature en mai 2022.

#### Sergio Moro
Le juge Sergio Moro, qui avait fait incarcérer Lula avant d’être nommé ministre de la Justice par Jair Bolsonaro puis de rompre avec lui, entend représenter une alternative de droite à Jair Bolsonaro. Promettant de lutter contre la corruption et d'encourager le secteur privé, il bénéficie du soutien d'une partie du patronat et des médias, et des déçus de Jair Bolsonaro, en particulier du fait de sa politique sanitaire très contestée pendant la pandémie de Covid-19. Déclaré « partial » en 2021 par la Cour suprême pour les procès qu'il a conduit, perçu comme un traître par les partisans de Jair Bolsonaro, il présente un taux de rejet très élevé. Il retire finalement sa candidature le 31 mars 2022.

## Sondages

### Derniers sondages avant l'élection
Les résultats listés ne tiennent pas compte de l'abstention, les pourcentages pour chaque candidat sont donc recalculés pour atteindre 100 %
| Date                 | Sondeur              | Échantillon          | Bolsonaro | Lula  |
| -------------------- | -------------------- | -------------------- | --------- | ----- |
| Date                 | Sondeur              | Échantillon          |           |       |
| Moyenne des sondages | Moyenne des sondages | Moyenne des sondages | 48,32     | 51,68 |
| 29/10                | Datafolha            | 8308                 | 48,4      | 51,6  |
| 29/10                | Quaest               | 2000                 | 48,3      | 51,7  |
| 29/10                | Ipec                 | 4272                 | 46,2      | 53,8  |
| 29/10                | Atlas                | 7500                 | 46,6      | 53,4  |
| 28/10                | MDA                  | 2002                 | 48,9      | 51,1  |
| 27/10                | Datafolha            | 4580                 | 47,3      | 52,7  |
| 26/10                | Futura               | 2000                 | 50,3      | 49,7  |
| 26/10                | Gerp                 | 2095                 | 51,6      | 48,4  |
| 25/10                | PoderData            | 5000                 | 47,3      | 52,7  |

## Résultats
| Candidat                 | Candidat                  | Colistier                | Parti                    | Premier tour | Premier tour | Second tour | Second tour |
| Candidat                 | Candidat                  | Colistier                | Parti                    | Voix         | %            | Voix        | %           |
| ------------------------ | ------------------------- | ------------------------ | ------------------------ | ------------ | ------------ | ----------- | ----------- |
|                          | Luiz Inácio Lula da Silva | Geraldo Alckmin          | PT                       | 57 259 504   | 48,43        | 60 345 999  | 50,90       |
|                          | Jair Bolsonaro            | Walter Braga Netto       | PL                       | 51 072 345   | 43,20        | 58 206 354  | 49,10       |
|                          | Simone Tebet              | Mara Gabrilli            | MDB                      | 4 915 423    | 4,16         |             |             |
|                          | Ciro Gomes                | Ana Paula Matos          | PDT                      | 3 599 287    | 3,04         |             |             |
|                          | Soraya Thronicke          | Marcos Cintra            | UNIÃO                    | 600 955      | 0,51         |             |             |
|                          | Luiz Felipe d'Avila       | Tiago Mitraud            | NOVO                     | 559 708      | 0,47         |             |             |
|                          | Padre Kelmon              | Pastor Gamonal           | PTB                      | 81 129       | 0,07         |             |             |
|                          | Leonardo Péricles         | Samara Martins           | UP                       | 53 519       | 0,05         |             |             |
|                          | Sofia Manzano             | Antonio Alves            | PCB                      | 45 620       | 0,04         |             |             |
|                          | Vera Lúcia Salgado        | Küna Yporã Tremembé      | PSTU                     | 25 625       | 0,02         |             |             |
|                          | José Maria Eymael         | João Bravo               | DC                       | 16 604       | 0,01         |             |             |
|                          |                           |                          |                          |              |              |             |             |
| Votes valides            | Votes valides             | Votes valides            | Votes valides            | 118 229 719  | 95,59        | 118 552 353 | 95,41       |
| Votes blancs             | Votes blancs              | Votes blancs             | Votes blancs             | 1 964 779    | 1,59         | 1 769 678   | 1,43        |
| Votes nuls               | Votes nuls                | Votes nuls               | Votes nuls               | 3 487 874    | 2,82         | 3 930 765   | 3,16        |
| Total                    | Total                     | Total                    | Total                    | 123 682 372  | 100          | 124 252 796 | 100         |
| Abstention               | Abstention                | Abstention               | Abstention               | 32 770 982   | 20,95        | 32 200 558  | 20,58       |
| Inscrits / participation | Inscrits / participation  | Inscrits / participation | Inscrits / participation | 156 453 354  | 79,05        | 156 453 354 | 79,42       |

| Luiz Inácio Lula da Silva (50,90 %) |  |  | Jair Bolsonaro (49,10 %) |
| ▲                                   |  |  |                          |
| Majorité absolue                    |  |  |                          |

## Analyse

### Entre-deux-tours

Résultats du premier tour par état

Le président sortant, Jair Bolsonaro, se retrouve en ballottage, l'ancien président Luiz Inácio Lula da Silva arrivant en tête du premier tour. Bien que favorable à ce dernier, ce résultat se révèle être une déception pour ses partisans, seuls cinq points de pourcentage séparant les deux candidats. Toujours porté par une importante popularité depuis son départ du pouvoir, l’ancien chef de l’État pouvait espérer un résultat plus favorable, notamment au vu de la mauvaise gestion par Jair Bolsonaro de la pandémie de Covid-19, de l’économie et des questions environnementales. La majorité des sondages, à l'approche du scrutin, créditaient ainsi Lula de 10 à 15 points d’avance sur son principal adversaire, voire d'une victoire au premier tour,.
Ces résultats, qui donnent lieu à un second tour au résultat incertain, confortent le président sortant dans sa critique des sondages, révélant l'existence d'un « vote caché » en sa faveur de la part d'électeurs réticents à avouer leur préférence aux sondeurs. Désormais porté par la dynamique issue des bons résultats de sa formation, le Parti libéral, aux élections parlementaires et provinciales organisées en même temps que le premier tour, Jair Bolsonaro aurait bénéficié du ralliement d'électeurs de Simone Tebet et Ciro Gomes, qui obtiennent des résultats en deçà de ceux attendus. Les électeurs sociaux-démocrates auraient ainsi effectué un vote utile en faveur du candidat d'extrême droite, révélant un sentiment de rejet envers le Parti des travailleurs encore vivace,.
Dès les résultats connus au soir du premier tour, Ciro Gomes apporte son soutien à Lula lors d'une déclaration sur les réseaux sociaux, sans toutefois prononcer le nom de l'ancien président, avec lequel le candidat de centre gauche est notoirement en froid. Soutenant Lula à demi-mot, Gomes se contente d'appuyer la déclaration de ralliement de son parti, et qualifie les deux candidats qualifiés au second tour d'« options insatisfaisantes »,.
Quatre jours plus tard, Simone Tebet annonce son soutien à Lula et appelle ses électeurs du premier tour à voter pour lui, déclarant « reconnaître en lui un engagement pour la démocratie et la Constitution [qu'elle] ne reconnai[t] pas chez le président [Bolsonaro] ». Tebet précise ne pas avoir l'intention de voter blanc, considérant qu'être neutre serait « pécher par omission ».

### Second tour

Résultats du second tour par état

Lula remporte le second tour avec 50,90 % des suffrages exprimés, soit l'écart de voix le plus serré pour un second tour d'une élection présidentielle depuis la fin de la Dictature militaire en 1985. Malgré une victoire plus compliquée qu'attendue, il parvient ainsi à décrocher la présidence du pays pour la troisième fois après son élection en 2002 et 2006.
Avec 49,10 % des suffrages, Jair Bolsonaro démontre l'implantation dans le pays d'un « Bolsonarisme » appelé à lui survivre. Il ne parvient néanmoins pas à décrocher un deuxième mandat, et devient le premier président sortant à échouer à se faire réélire immédiatement après son premier mandat depuis l'amendement constitutionnel de 1997 ayant permis cette possibilité. Sa réaction est alors très attendue, Bolsonaro ayant à de nombreuses reprises remis en cause le système électoral, faisant craindre une difficile transition avant la passation de pouvoir prévue le 1er janvier 2023.
Des scènes de joies de la part de foules de partisans de Lula en liesse ont lieu dans les grandes villes du pays à l'annonce des résultats au soir du scrutin. La victoire de Lula marque surtout pour le candidat du Parti des travailleurs un retournement de situation totalement inattendu quelques années plus tôt, lui qui jusqu'en 2019 se trouvait encore en prison, largement qualifié de « mort politiquement » par la presse. Âgé de 77 ans, il devient le plus vieux président de l'histoire du Brésil. Lors de ce troisième mandat, déjà annoncé par lui-même comme le dernier, Lula se voit confronté à la perspective de composer avec un parlement largement acquis à la droite,. Son retour au pouvoir est notamment remarqué comme un signe encourageant en matière de politique climatique, après quatre années de gestion de l'Amazonie par Bolsonaro.

## Suites

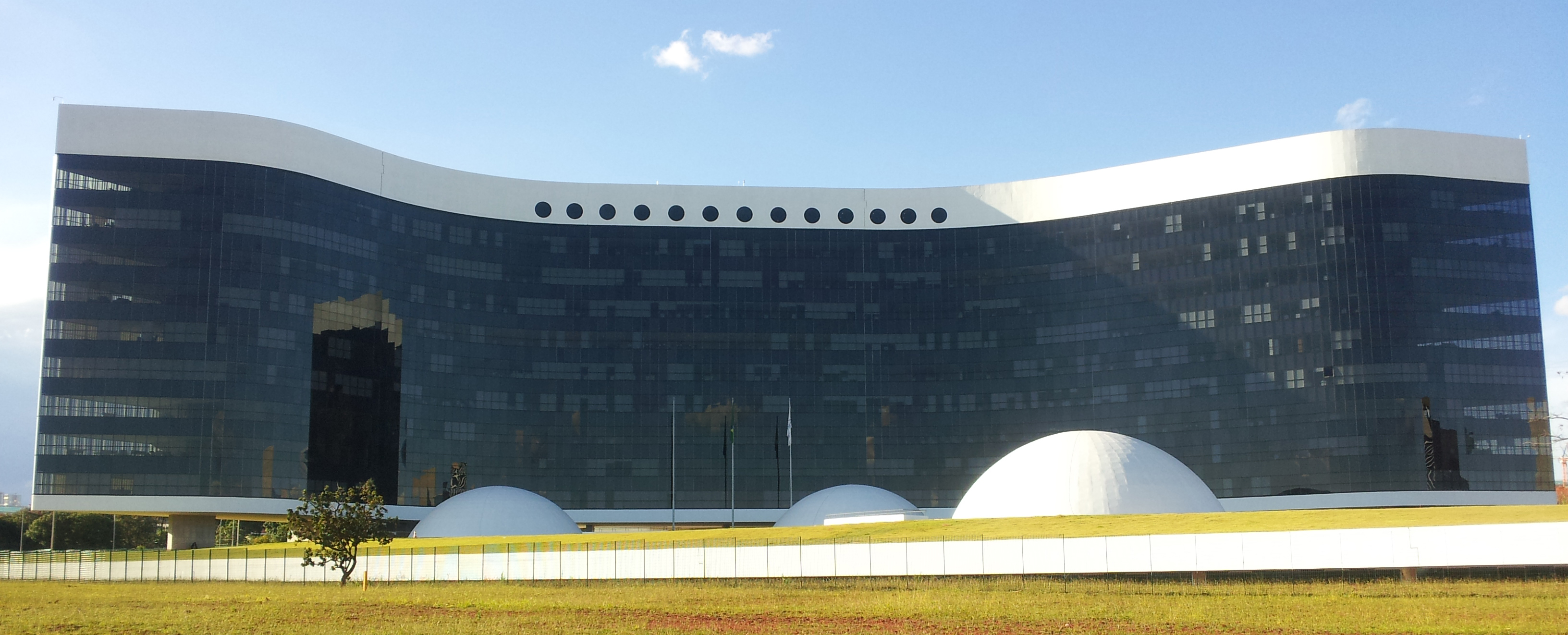
Bâtiment du TSE à Brasília.

Le 1er novembre 2022, après 48 h de silence et plusieurs manifestations et blocages de routes par ses partisans qui font redouter une remise en cause des résultats, Jair Bolsonaro annonce lors d’une conférence de presse au palais de l'Aurore son intention de « respecter la constitution ». Après avoir concédé à demi-mot sa défaite, il déclare également que les manifestations en sa faveur « doivent être pacifiques » tout en les justifiant en les qualifiant de fruits « d’un sentiment d’indignation et d’injustice ». Son chef de cabinet annonce dans la foulée le début de la transition entre les deux administrations présidentielles,,.
Le 22 novembre, Bolsonaro et son parti, le Parti libéral (PL) déposent un recours auprès du Tribunal supérieur électoral (TSE) en mettant en avant un audit ayant révélé que les machines à voter fabriquées avant 2020 sont victimes d'un bug qui fait qu'elles n'enregistrent pas les chiffres d'identification des électeurs dans leurs historiques. Le PL demande par conséquent que les votes de ces machines — qui représentent 59 % de celles utilisées lors du vote —, soit invalidés, ce qui conduirait à un résultat du second tour donnant Bolsonaro vainqueur avec 51 % des suffrages exprimés. La demande fait l'objet de critiques de la part d'experts indépendants, qui pointent le fait que ce bug n'affecte ni la fiabilité ni la crédibilité des résultats, les chiffres en question figurant malgré tout sur les bilans des votes imprimés par les machines. Le lendemain, le TSE rejette le recours et inflige au PL une amende de 22,9 millions de reais pour avoir déposé un litige « de mauvaise foi ». Le président du TSE ainsi que du Tribunal suprême fédéral, Alexandre de Moraes, juge notamment cette mauvaise foi prouvée par le refus des plaignants d'apporter des précisions à leur requête, « l'absence totale de preuves de véritable irrégularité dans le vote », et une « présentation totalement frauduleuse des faits ».
Lula est investi pour son troisième mandat le 1er janvier 2023.
Le 8 janvier 2023 des milliers de militants pro-Bolsonaro ne reconnaissant pas la victoire de Lula envahissent le palais du Congrès national, le palais présidentiel du Planalto et le Tribunal suprême fédéral et vandalisent les lieux. Les militants sont délogés le jour même après une intervention des forces de sécurité.